# Barbara Sue Ryden
Barbara Sue Ryden, ameriška astronomka in astrofizičarka, * 2. maj 1961, New Milford, Connecticut, ZDA.

## Življenje in delo
Barbara Ryden je leta 1979 končala Gimnazijo Neenah v Neenahu, Wisconsin. Diplomirala je leta 1983 na Severozahodni univerzi v Evanstonu, Illinois, kjer je bila študent Integriranega znanstvenega programa. Leta 1987 je doktorirala na Oddelku za astrofizikalne znanosti Univerze Princeton pod Gunnovim mentorstvom. Izpopolnjevala se je na CfA (september 1987 – avgust 1990) in CITA (september 1990 – avgust 1992). Od oktobra 2010 je redna profesorica na Oddelku za astronomijo Državne univerze Ohia v Columbusu. Njeno glavno raziskovalno delo je na področju zunajgalaktične astronomije in zgradba Vesolja na velikih razdaljah.
Napisala je učbenik Uvod v kozmologijo (Introduction to Cosmology), ki je prejel Chamblisovo astronomsko-literarno nagrado Ameriškega astronomskega društva. Delo Osnove astrofizike (Foundations of Astrophysics), ki ga je napisala skupaj z Bradom Petersonom, je izšlo leta 2009.
Skupaj z Robertom J. Scherrerjem, Andrewom Gouldom in Davidom Weinbergom je raziskovalno sodelovala z Naso.